# رودريك ر. مكلينان
رودريك ر. مكلينان هو سياسي كندي، ولد في 1842، وتوفي في 8 مارس 1907. حزبياً، نشط في حزب كندا المحافظ. وقد انتخب عضو مجلس العموم الكندي.